# إدفين هاغبيرغ
إدفين هاغبيرغ (بالسويدية: Edvin Hagberg)‏ هو ربان ‏ سويدي، ولد في 31 يوليو 1875، وتوفي في 1 سبتمبر 1947.

## وصلات خارجية
- إدفين هاغبيرغ على موقع أوليمبيديا (الإنجليزية)
- إدفين هاغبيرغ على موقع اللجنة الأولمبية السويدية (السويدية)